# Que no quedin marques
Que no quedin marques o Varsòvia 83: Un assumpte d'estat (originalment en polonès, Żeby nie było śladów) és una pel·lícula dramàtica polonesa del 2021 dirigida per Jan P. Matuszyński. Va ser seleccionada per competir pel Lleó d'Or al 78è Festival Internacional de Cinema de Venècia, i com a candidata polonesa a la millor pel·lícula internacional als 94ns Premis Oscar. La pel·lícula està basada en el llibre Żeby nie było śladów de Cezary Łazarewicz, que va rebre el premi Nike el 2017. S'ha doblat i subtitulat al català.

## Sinopsi
En Jurek, l'únic testimoni de l'assassinat d'estat de l'estudiant de secundària Grzegorz Przemyk, és l'objectiu del govern durant l'era de la llei marcial de la dècada del 1980 a Polònia.

## Repartiment
- Mateusz Górski com a Grzegorz Przemyk
- Agnieszka Grochowska
- Tomasz Ziętek
- Tomasz Kot
- Robert Wieckiewicz
- Jacek Braciak
- Aleksandra Konieczna
- Sandra Korzeniak com a Barbara Sadowska